# Mád vasútállomás
Mád vasútállomás egy Borsod-Abaúj-Zemplén vármegyei vasútállomás, Mád településen, a MÁV üzemeltetésében. A belterület délnyugati szélén helyezkedik el, közúti elérését a 39-es főútból kiágazó 37 308-as számú mellékút biztosítja.
A Magyar Falu Program keretében 2022-re felújításra került Mád vasútállomás felvételi épülete, mely március 17-én került átadásra. A vasútállomás 48 millió forint értékben újult meg. Az új burkolatokkal ellátott váróteremben akadálymentes mosdó, vitrinek, padok, digitális kijelző és USB-asztal került kialakításra.

## Vasútvonalak
Az állomást az alábbi vasútvonalak érintik:
- Szerencs–Hidasnémeti-vasútvonal

## Kapcsolódó állomások
A vasútállomáshoz az alábbi állomások vannak a legközelebb:
- Szerencs vasútállomás (Szerencs vasútállomás, Szerencs–Hidasnémeti-vasútvonal)
- Rátka megállóhely (Szerencs–Hidasnémeti-vasútvonal)

## Forgalom
| Járat        | Útvonal                                                                    | Gyakoriság |
| ------------ | -------------------------------------------------------------------------- | ---------- |
| személyvonat | Szerencs – Mád – Rátka – Tállya – Golop – Abaújszántói fürdő – Abaújszántó | 2 óránként |